# Sharmadean Reid
Sharmadean Reid MBE (sinh ngày 28 tháng 5 năm 1984) là một doanh nhân người Anh gốc Jamaica. Cô là người sáng lập của WAH Nails and Beautystack. Cô còn là một người ủng hộ cho việc trao quyền cho phụ nữ.

## Thơ ấu và giáo dục
Reid sinh ra trong một gia đình người Jamaica có cha là người di cư từ Ấn Độ ở Wolverhampton năm 1984. Cô đã hoàn thành một bằng BTEC về Nghệ thuật và Thiết kế. Cô chuyển đến London một tháng trước khi bắt đầu bằng cấp tại Central Saint Martins, tốt nghiệp với bằng về Truyền thông và Quảng bá Thời trang. Trong thời gian làm việc, cô đã làm việc với Nicola Formichetti, biên tập viên của Arenaomme + Jo-Ann Furniss và Alasdair McLellan. Reid bắt đầu WAH (We Ain't Hoes) vào năm 2005 trong khi tại trường đại học như một tạp chí hip hop tập trung vào làn sóng mới theo con đường đường chủ nghĩa nữ quyền thông minh. Cô đã sử dụng máy Mac Mini và phỏng vấn phụ nữ thuộc lĩnh vực hip hop, xây dựng một cộng đồng dành cho phụ nữ trong ngành. Cô mô tả các kỹ năng của mình về Adobe Photoshop và Adobe InDesign là phần quan trọng nhất trong hoạt động nữ quyền của cô. Các tạp chí đã phát triển thành blog WAHappenings và WAH Power lunches - cơ hội để phụ nữ gặp gỡ và thảo luận về sự nghiệp và ý tưởng.

## Sự nghiệp
Sau khi tốt nghiệp vào năm 2007, Reid làm việc tại tạp chí dành cho nam Arenaomme Plus với tư cách là Biên tập viên Thể thao, trước khi chuyển sang Nike làm stylist. Vào tháng 6 năm 2009, The Independent đã công nhận Reid là một trong "15 người sẽ định nghĩa tương lai của nghệ thuật ở Anh". Trong suốt năm 2018, Reid đã viết một chuyên mục tư vấn kinh doanh Bossing It cho The Guardian. Cô đã có một bài nói chuyện TED về việc trao quyền cho phụ nữ với công nghệ tại Đại học College London vào tháng 12 năm 2018. Red là một cố vấn cho Art Against Knives. Cô là thành viên sáng lập của Hội đồng sắc đẹp Anh.